# 明希維倫
明希維倫是瑞士的城鎮，位於該國北部，由阿爾高州負責管轄，面積2.46平方公里，海拔高度342米，2012年人口879，六成人口信奉羅馬天主教，人口密度每平方公里357人。